# Kim Rhode
Kim Rhode (n. 16 iulie 1979, Whittier, California, SUA) este o trăgătoare de tir americană, medaliată olimpică. A participat la 6 ediții ale Jocurilor Olimpice (1996, 2000, 2004, 2008, 2012, 2016) în care a câștigat 3 medalii de aur, o medalie de argint și o medalie de bronz.